# Йозеф Кестель
Йозеф Кестель (нім. Josef Kestel; нар . 29 вересня 1904, Кронах — пом. 19 листопада 1948, Ландсберг-ам-Лех) — нацистський злочинець, гауптшарфюрер СС, службовець німецьких концтаборів Дахау, Бухенвальд і Міттельбау-Дора.
Член Націонал-соціалістичної партії та СС з 1933 року. У 1933 році розпочав службу в Дахау, де з 1937 року був блокфюрером (керуючим блоком). З жовтня 1940 року по 11 квітня 1945 року він був у складі Бухенвальдської бригади, де спочатку служив блокфюрером, а потім начальником штрафної роти для в'язнів, яка працювала в каменоломнях. Він скоював численні злочини проти підконтрольних йому в'язнів, часто збиваючи їх до непритомності. У 1945 році Кестеля тимчасово відправили служити в Бельцке-Казерне, підтабір Міттельбау-Дора, де він був заступником командира Генріха Йостена .
У Бухенвальдському судовому процесі перед американським військовим трибуналом у Дахау 14 серпня 1947 року Кестеля було засуджено до страти. Вирок виконано через повішення 19 листопада 1948 року у в'язниці Ландсберг.